# 排便

人體肛門與直腸的解剖構造

排便（英語：defecation）又稱排粪、排遺，俗稱大便、拉屎等，是動物消化過程的最後一步，將體內的廢物以固體或液體的方式排出體外。排便的大致过程为：結腸壁的肌肉收縮（亦即蠕動）將糞便從消化道移動至直腸，使直肠内部压力增加，直肠壁扩张，粪便进入肛管，进而产生便意。如果条件允许，大脑皮层即产生排便反射，将粪便经由肛门排出。
人類排便的頻率因人而异，為每天數次至每週數次不等。未消化完全的食物可能也會從該途徑排出。

## 概要

### 生理学机制
食物残渣在结肠内吸收大部分水分后，会暂存于末端的直肠。当粪便充满直肠时，肠壁内感受器发出的冲动传入腰骶部脊髓内的初级排便中枢，并进一步上传至大脑皮层的高级排便中枢，产生便意。
如果环境许可，大脑皮层即发出冲动，产生排便反射，使降结肠、乙状结肠和直肠等发生一系列蠕动，同时肛门内、外括约肌松弛，膈肌和腹壁肌收缩，将粪便逐步排出；如果条件不允许，以上反射会受到抑制，直肠中的食物残渣反向蠕动回到结肠，在那里被进一步吸收水分，直到下一次横结肠和降结肠的大规模蠕动运动为止。

### 自主控制和非自主控制
刚出生不久的婴儿的排便是非自主的，幼儿需要在如厕训练过程中学习自主控制排便，以便在外界条件不允许排便保持肛门闭合。但是即便训练完成，排便也可能失去控制，称作失禁。失禁可以由神经损伤、既往手术、剧烈惊吓、炎症性肠病等因素引起。
排便的自主控制主要通过收缩肛门外括约肌来实现。外括约肌容易疲劳，一般只能持续收缩约55秒，超过这一时间，粪便就会被不受控制地推出肛管。

### 排便顺畅程度
能否规律排便，以及排便是否顺畅，直接反映了人体消化道的功能和健康程度。排便的顺畅程度与粪便形态密切相关，而粪便的形状又与其停留在大肠内的时间有关。
布里斯托大便分类法将人类的粪便分为七类，用以衡量食物的消化程度。正常的粪便（第三、四型）呈金黄色，表面光滑，排便时容易伴随直肠蠕动而通过肛门；便秘时的粪便（第一、二型）颜色暗淡，表面变得凹凸不平，甚至断裂成硬球状，排便时直肠蠕动缓慢，粪便需要等待较长时间才能被推出直肠。
里急后重指的是感觉急需大便而又无法顺利排出的现象，原因通常有二：一是腹泻时持续排出糊状或水状粪便，即便排便完毕，肠道的剧烈蠕动仍然不能立即停止；二是粪便形态正常，但是肛门外括约肌出现疲劳，导致肛门过早将粪便夹断，使得小段粪便残留在肛管附近。

## 社會與文化

### 排便方式
排便的方式与地域文化密切相关。蹲厕（也称蹲坑）被世界上绝大多数国家使用，包括非洲、亚洲和中东的大部分国家。马桶则是源自西方世界的相对较新的发展。

### 露天排便
露天排便指的是不使用廁所等任何室內衛生設施而在戶外排便的行為，农田、灌木丛、森林、沟渠、街道、运河等等均可用于露天排便。
这种現象目前仍然存在于一些發展中國家（尤其是没有卫生基础设施和服务的区域），它会污染环境，并带来一系列健康问题。

### 排便后清洁
排便后通常使用厕纸清洁肛门和臀部，也可先用水清洁肛门，再使用厕纸擦干该部位，由此便催生出带有肛门清洁功能的抽水马桶。

### 排便的避讳说法
人類社會中，排便時會上廁所，又稱「解手」、「出恭」、「如廁」。
- 「出恭」一詞起源于明朝科舉試場，考生如果需要暫時離開試場如廁，須取「出恭入敬」牌，大便稱「大恭」，小便稱「小恭」，因此，從語源看，「出恭」本來並不專指大便，然而在語用習慣上，「出恭」卻只應用於指涉「大便」，並不指涉「小便」，如《儒林外史》第十六回：「太公日子過得稱心，每日每夜出恭小解都是兒子照顧定了。」，文中把「出恭」和「小解」分述，足見兩詞各有分工。
- 「解手」為「解溲」之義[3]，一说起源于清朝初年的强迫性移民。当时的湖廣移民用绳子绑着，被清朝军队押送到四川，途中若要大小便，必须先向看守说声“解手”，解开绳子。后来「解手」演变为对大小便的俗称[4]，跟「如廁」一詞同樣並不專指排便。